# Nettuno
Nettuno é uma comuna italiana da região do Lácio, província de Roma, com cerca de 36 082 habitantes. Estende-se por uma área de 71,46 km², tendo uma densidade populacional de 508 hab/km². Faz fronteira com Anzio, Aprilia (LT), Latina (LT).
E um destino turístico e um centro  agrícola e  industrial. A parte antiga da cidade está localizada dentro das muralhas medievais. Fora das muralhas é localizada a nobre fortaleza de Forte Sangallo (1501). A fortaleza é um exemplo de fortificação moderna construída pelo grande arquiteto italiano de renascimento Antonio da Sangallo, para o Papa Alexandre VI.

## Demografia
| Variação demográfica do município entre 1861 e 2011                               |
|                                                                                   |
| Fonte: Istituto Nazionale di Statistica (ISTAT) - Elaboração gráfica da Wikipedia |